# Костин, Андрей Александрович
Андре́й Алекса́ндрович Ко́стин (род. 24 апреля 1974 года) — российский онколог, профессор РАН (2018), член-корреспондент РАН (2019). C 2020 года — первый проректор — проректор по научной работе Российского университета дружбы народов. Заслуженный работник здравоохранения Российской Федерации (2023).

## Биография
Выпускник Первого Санкт-Петербургского медицинского университета имени академика И. П. Павлова.
Первый заместитель генерального директора Национального медицинского исследовательского центра радиологии.

## Научные труды
Автор более 300 научных работ, в том числе 11 монографий и 4 книг и учебников, 5 учебно-методических рекомендаций и пособий для врачей, 14 патентов на изобретения.

## Награды
- Заслуженный работник здравоохранения Российской Федерации (26 января 2023) — за заслуги в области здравоохранения и многолетнюю добросовестную работу[2]
- Почётная грамота Президента Российской Федерации (19 августа 2024) — за заслуги в научно-педагогической деятельности, подготовке высококвалифицированных специалистов и многолетнюю добросовестную работу